# Give It to Me Right
Give It to Me Right è un brano musicale della cantante canadese R&B Melanie Fiona.

## Il brano
Scritto da Rod Argent e Andrea Martin, e prodotto da quest'ultimo, Give It to Me Right, è il primo singolo estratto da The Bridge, album di debutto di Melanie Fiona. La canzone è entrata nella programmazione radiofonica internazionale a partire dal 28 febbraio 2009, mentre il singolo è stato reso disponibile a partire dal 16 marzo. La canzone utilizza un campionamento della canzone psichedelica del 1968 Time of the Season degli Zombies. Il video musicale del brano è stato diretto da Anthony Mandler.

## Tracce
Promo - CD-Single SRC MFGIVECDP1 (UMG)
1. Give It To Me Right - 3:41

## Classifiche
| Classifica(2008/2009)                | Posizione più alta |
| ------------------------------------ | ------------------ |
| Canada                               | 39                 |
| Croazia                              | 4                  |
| Italia                               | 9                  |
| U.S. Billboard Hot R&B/Hip-Hop Songs | 74                 |